# Wei-Dynastie
Die Wei-Dynastie (chinesisch 魏, Pinyin Wèi, W.-G. Wei; 220–265) war eines der Drei Reiche, in die China nach dem Zusammenbruch der Han-Dynastie zerbrach. Zur Unterscheidung von anderen Dynastien und Staaten mit dem Namen Wei wird sie auch „Cao Wei“ genannt. Der Kern des Wei-Reiches lag in der chinesischen Zentralebene. Es umfasste die heutigen Provinzen Gansu, Hebei, Henan, Liaoning, Shaanxi, Shandong und Shanxi. Seine Hauptstadt war Luoyang, die Hauptstadt der Späten Han-Dynastie.

## Geschichte
Als die Zentralherrschaft der Han-Dynastie verloren ging, eroberte Cao Cao das nördliche China. Er war der Kanzler des letzten Han-Kaisers Xian und wurde 213 zum Fürsten von Wei (魏公,  Wèi Gong), 216 zum Prinzen/König von Wei (魏王,  Wèi Wang) ernannt.
220 starb Cao Cao. Sein Sohn und Erbe Cao Pi folgte ihm zunächst nur in seine Ämter als Prinz von Wei und Kanzler des Kaisers nach, aber noch im selben Jahr setzte er Kaiser Xian ab und proklamierte sich zum Kaiser der Wei-Dynastie. Die südlichen Warlords Liu Bei und Sun Quan lehnten sich rasch gegen ihn auf und proklamierten sich ihrerseits zum Kaiser. Liu Bei gründete 221 die Shu Han als direkte Nachfolge der Han-Dynastie, und Sun Quan gründete 222 die Wu-Dynastie.
Während die Xiahou- und die Cao-Familie in den ersten Regierungsjahren noch eine wichtige Rolle spielten, verfiel ihre Macht zusehends, während der Einfluss der Sima-Familie, die die Kanzler stellte, stetig wuchs. Der Beginn für diese Entwicklung lag bei Sima Yi, dem Oberbefehlshaber der Wei-Armee. Er wehrte erfolgreich die Angriffe der Reiche Wu und Shu ab; keine der fünf Nördlichen Expeditionen des Shu-Kanzlers Zhuge Liang war erfolgreich. Im Jahre 249 stürzte Sima Yi den Kanzler Cao Shuang und wurde selbst Regent für den Kaiser Cao Mao. Damit legte er den Grundstein für die Macht seiner Familie.
Wei eroberte Shu Han im Jahre 263. Zwei Jahre später erklärte der Wei-Kanzler Sima Yan den letzten Wei-Kaiser Cao Huan für abgesetzt und gründete die Jin-Dynastie.
- Stammtafel der Wei-Dynastie

## Kaiser der Wei-Dynastie
| Postumer Name (Shìhào 諡號)        | Geburtsname (Běnmíng 本名) | Regierungszeitraum (Zàiwèiqī 在位期) | Regierungsperioden (Niánhào 年號)              |
| ---------------------------------- | -------------------------- | ------------------------------------ | ---------------------------------------------- |
| Konvention: „Wei“ + Postumer Titel |                            |                                      |                                                |
| Wendi                              | Cao Pi                     | 220–226                              | Huangchu 220–226                               |
| Mingdi                             | Cao Rui                    | 226–239                              | Taihe 227–233 Qinglong 233–237 Jingchu 237–239 |
| Shaodi; auch König Qi von Wei      | Cao Fang                   | 239–254                              | Zhengshi 240–249 Jiaping 249–254               |
| Gaoguixiang Gong                   | Cao Mao                    | 254–260                              | Zhengyuan 254–256 Ganlu 256–260                |
| Yuandi                             | Cao Huan                   | 260–265                              | Jingyuan 260–264 Xianxi 264–265                |